# Brotankessel

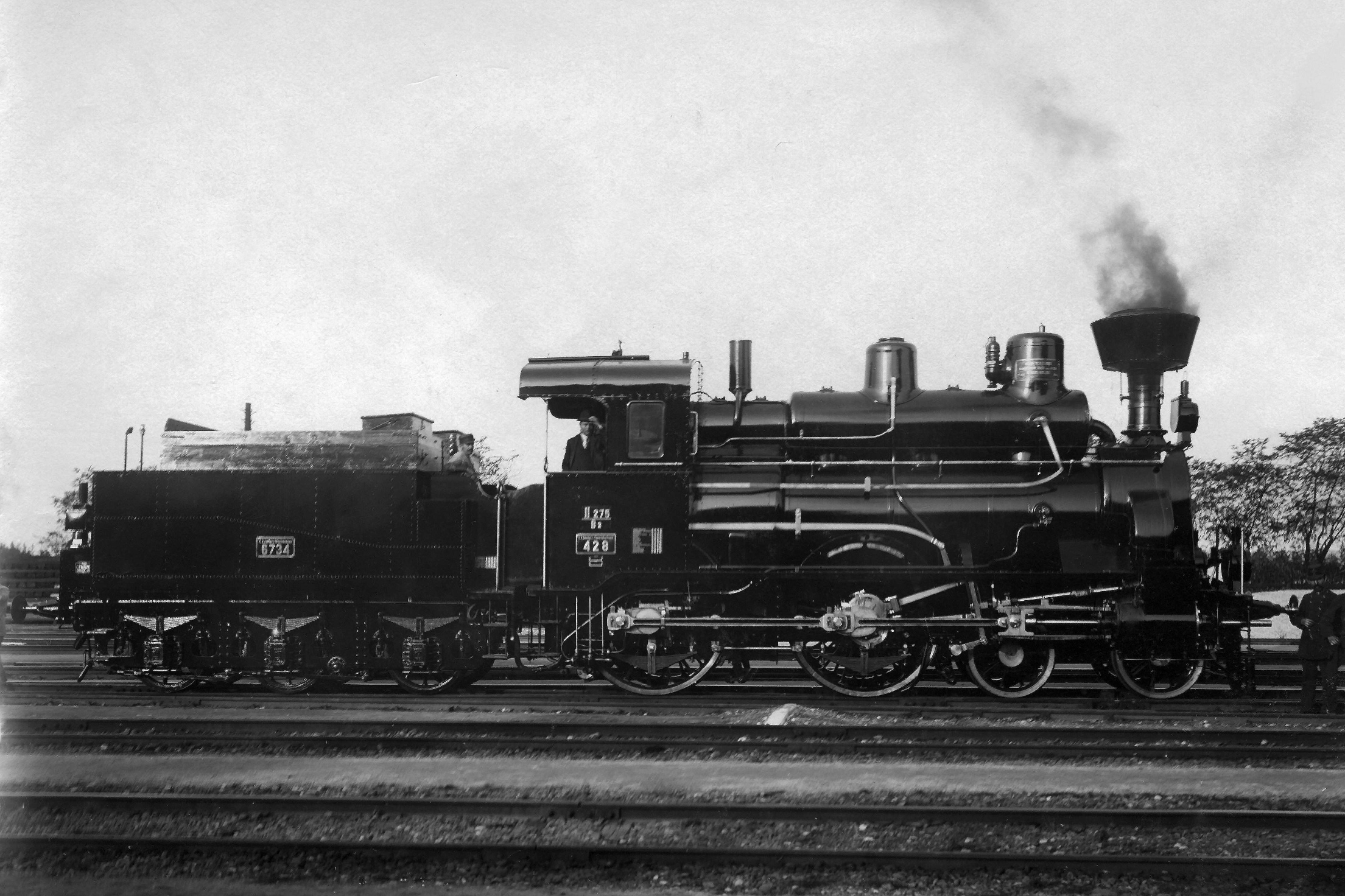
Die kkStB 4.28 war mit einem Brotankessel ausgestattet

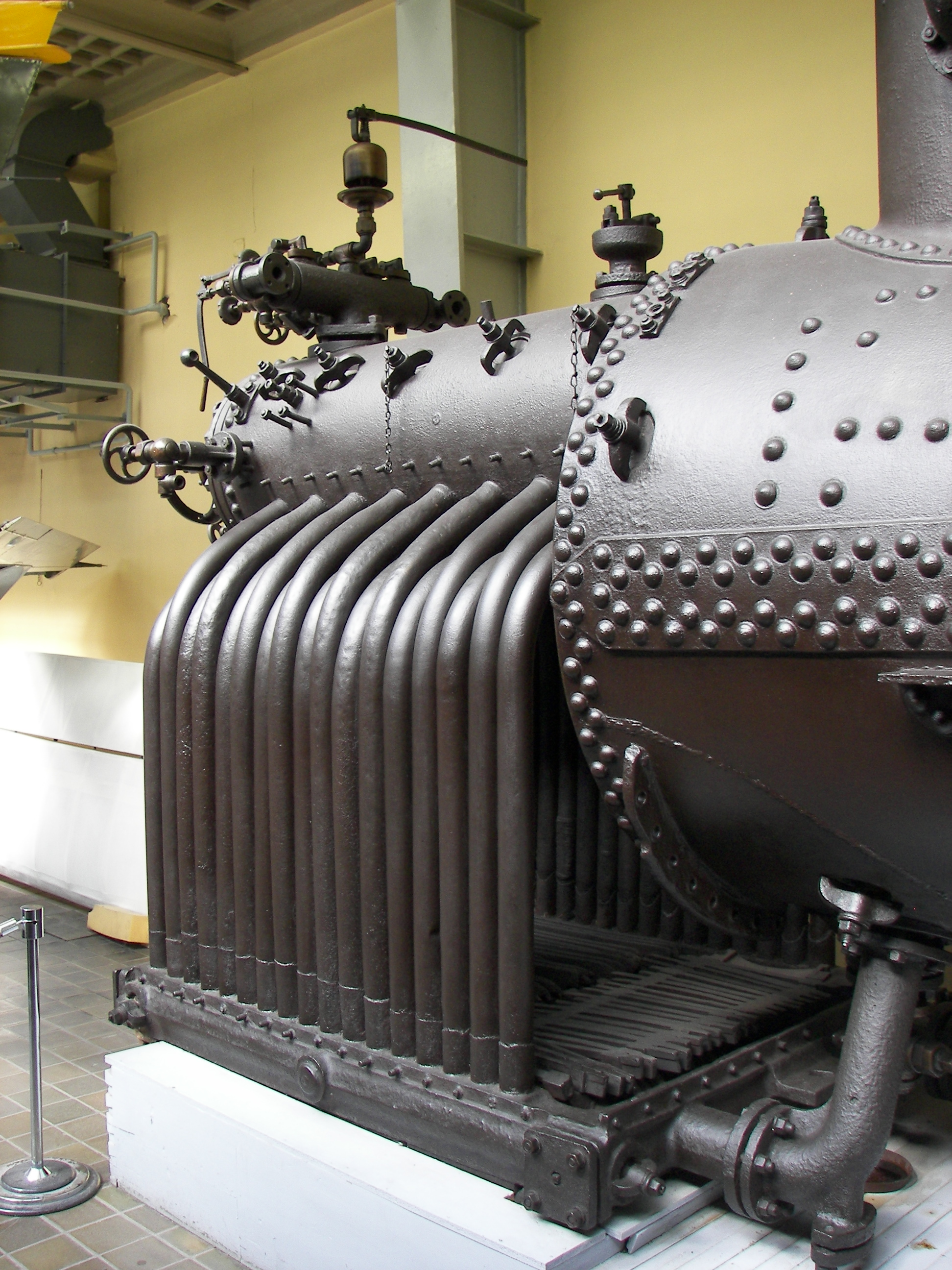
Brotankessel ohne Ausmauerung: Im Bild rechts ist der Langkessel, links daneben der Stehkessel, dessen Besonderheiten beim Brotankessel die Rohrwände und die darüberliegende Vorwärmertrommel sind. Der Feuerrost unten ist zwischen den Rohrwänden des Stehkessels zu erkennen.

Der Brotan-Kessel ist ein Dampfkessel für Lokomotiven, in dem konstruktiv die Vorteile eines Rohrkessels und eines Großwasserraumkessels vereinigt wurden. Sein Name stammt von dem österreichischen Ingenieur Johann Brotan, der 1902 das Patent auf diese Bauart erhielt. Hintergrund der Entwicklung war, die in den Anfängen der Dampflokomotive fast ausschließlich aus Kupfer bestehende Feuerbüchse zu ersetzen und Unterhaltskosten zu verringern.

## Geschichte
Kupfer war ein teures Material in Österreich-Ungarn. Außerdem stand beispielsweise in Krain und Dalmatien nur schwefelhaltige Kohle zur Verfügung, die den Feuerbüchsen aus Kupfer zu stark zusetzte. Die damaligen Fertigungstechniken für Stehkessel aus Stahl, der schwefelhaltiger Kohle besser widerstand, waren noch nicht ausgereift genug.
Im Januar 1901 wurde als erste Maschine die Güterzuglokomotive 47.54 der k.k. Staatsbahnen (kkStB) mit einem Brotan-Kessel ausgerüstet. Aufgrund guter Ergebnisse folgten weitere Lokomotiven der Reihen kkStB 4, kkStB 47, kkStB 53 und kkStB 73. Die österreichische Reihe kkStB 310.300 erhielt aus Kupfermangel ab Werk Brotankessel. Auch andere Länder verbauten in verschiedenen Lokomotiven Brotankessel. So erhielt in der Schweiz die D 4/4 Nr. 128 der Gotthardbahn einen Brotankessel in der Ausführung mit separatem Oberkessel, aber auch die SBB A 3/5 651–652. Als die Stahlfeuerbüchsen weit genug ausgereift waren, um die Kupferfeuerbüchsen zu ersetzen, wurden immer weniger Brotan-Kessel gebaut.
Die  vielen Wasserrohre neigten anfänglich zu Undichtigkeiten und die Schamotteausmauerung zu Rissen. Die Verbindung von Vorkopf zu Langkessel war konstruktiv schwierig. Trotzdem wurden Brotan-Kessel vor allem in der Tschechoslowakei bis zur Annexion durch das Dritte Reich in Neubaulokomotiven verwendet.
Wegen der Knappheit von Kupfer und Stahl im Zweiten Weltkrieg erinnerte man sich im Großdeutschen Reich wieder an den Brotankessel. Auf Betreiben von Gerhard Degenkolb, der den Vorsitz des Hauptausschusses für Schienenfahrzeuge innehatte, wurden bei der Lokomotivfabrik Floridsdorf (WLF) die 50 3011 und 50 3012 mit einem Kessel dieser Bauart ausgerüstet und im Oktober 1942 ausgeliefert. Nach dem Krieg erhielten beide Loks bei der DB normale Kessel, da in Deutschland kaum Wartungs- und Betriebserfahrungen mit dem Brotankessel vorlagen. Auch die Lokomotiven 42 0001 und 42 0002 erhielten 1943 bei der WLF Brotankessel. Obwohl das Bauprogramm 1943 1.800 Baureihe 42 mit Brotankessel (davon 650 mit Kondenstender) und 2.500 mit Großwasserraumkessel vorsah, wurden alle weiteren Lokomotiven der Baureihe 42 mit Großwasserraumkessel gebaut. Diese beiden Lokomotiven behielten später bei der DB ihren Brotan-Kessel bis zur Ausmusterung, die allerdings schon bis zum 28. Oktober 1954 nahezu für die gesamte Baureihe 42 der DB abgeschlossen war.

## Technik

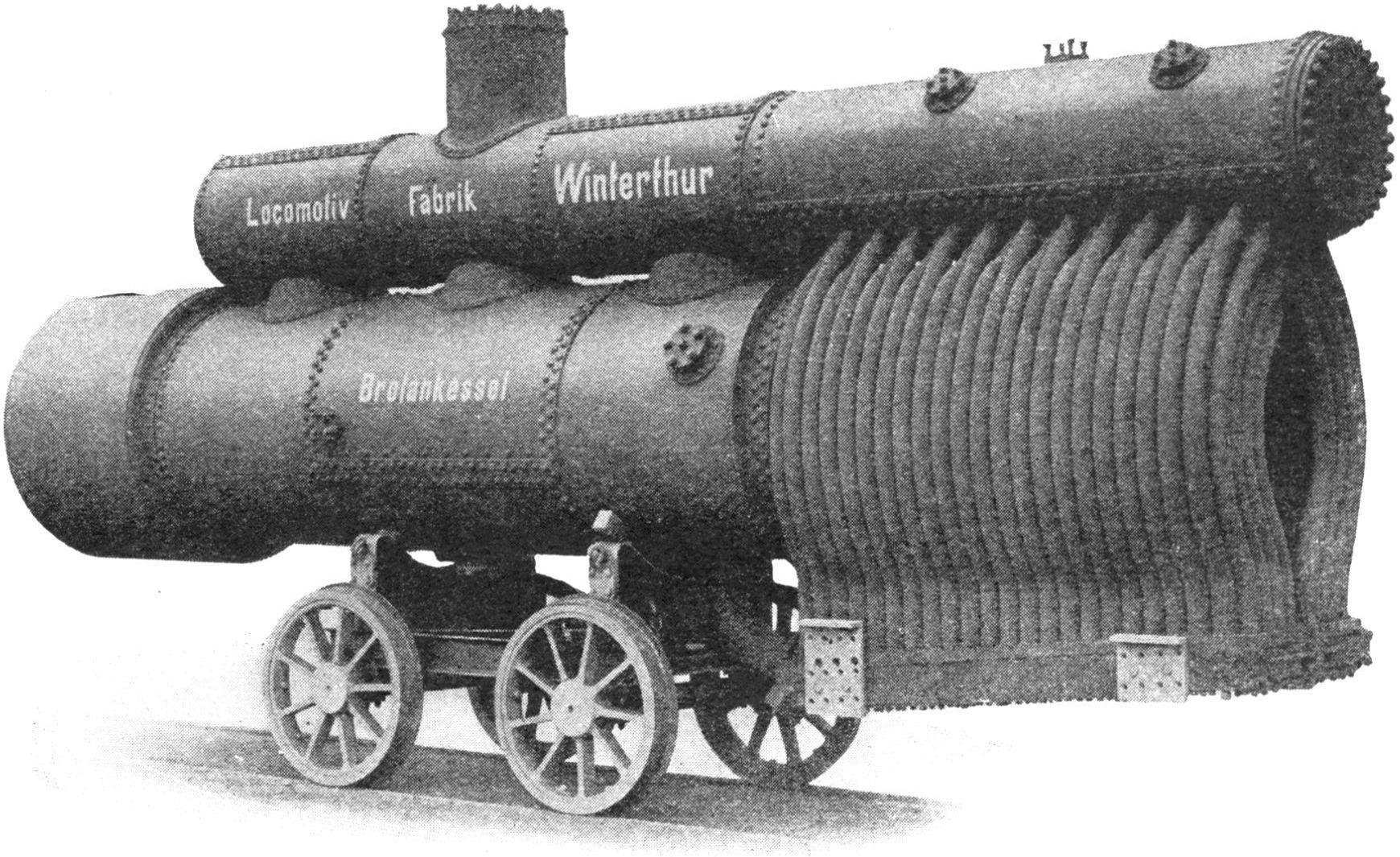
Brotankessel der D 4/4 der Gotthardbahn-Gesellschaft mit separatem Oberkessel

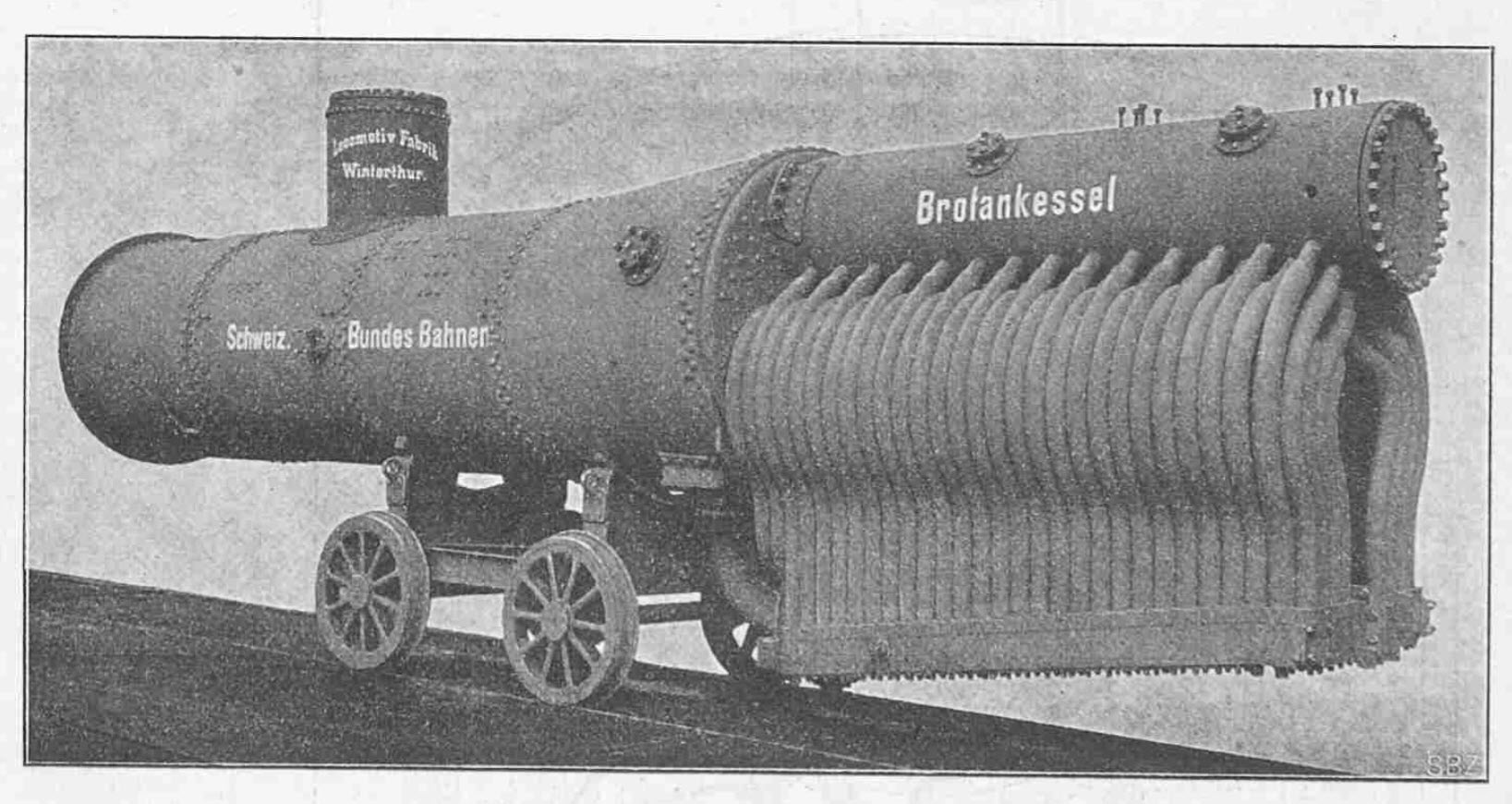
Brotankessel der SBB A 3/5 651–652 mit an den Langkessel angeflanschten Vorkopf

Die Konstruktion Brotans verzichtete auf einen doppelwandigen Stehkessel. An Stelle der Feuerbüchse trat eine Wand aus eng nebeneinander liegenden Steigrohren, die in eine Vorkopf genannte Dampfsammeltrommel mündeten. Die Rohre bildeten die Seitenwände des Stehkessels, was eine relativ große direkte Heizfläche ergab. An Vorder- und Rückseite, wo keine Steigrohre standen, war der Brotan-Kessel mit Schamotte-Steinen ausgemauert. Spätere Ausführungen verwendeten auch an der Vorder- und Rückwand Rohre. Die Fugen zwischen den Rohren wurden durch Asbestschnüre abgedichtet.
Das Wasser lief über Rohre mit großem Querschnitt aus dem Langkesselboden in eine ringförmige gusseisernen Wasserkammer unter dem Stehkessel. Die Wasserkammer nahm die Steigrohre auf und umgab den Feuerrost. In der Dampfsammeltrommel sammelte sich der Dampf, der in den Dampfdom geleitet wurde.
Bei den ersten Ausführungen des Brotankessels war der Vorkopf an einen zylindrischen Oberkessel angeflanscht, der über dem Langkessel lag und mit diesem über senkrechte Rohre großen Querschnitts verbunden war. Später wurde der Vorkopf an die hintere Rohrwand des Langkessels angeflanscht, die auch die Heiz- und Rauchrohre aufnahm. Um genügend Platz auf der Rohrwand zu erhalten, war der Langkessel im hinteren Bereich konisch aufgeweitet.